# Carex muehlenbergii
Espèce
Classification phylogénétique
Carex muehlenbergii est une espèce des plantes du genre Carex et de la famille des Cyperaceae.